# Il Canto degli Italiani
Il Canto degli Italiani (Italienarnas sång), ibland benämnd Fratelli d'Italia (Bröder av Italien), är sedan den 12 oktober 1946 Italiens nationalsång, då den på uppdrag av dåvarande regeringen ersatte Marcia Reale d'Ordinanza.
Sången kallas ofta för l'Inno di Mameli (Mamelis hymn) efter poeten Goffredo Mameli som 1847 skrev texten.
Tonsättningen utfördes av Michele Novaro. 
Även om sången har ansetts som Italiens officiella nationalsång sedan 1946 var det först 2017 som detta befästes i italiensk lag.

## Text
| Italiensk text Fratelli d'Italia, l'Italia s'è desta, dell'elmo di Scipio s'è cinta la testa. Dov'è la Vittoria? Le porga la chioma, che schiava di Roma Iddio la creò. Stringiamoci a coorte, siam pronti alla morte. Siam pronti alla morte, l'Italia chiamò. Stringiamoci a coorte, siam pronti alla morte. Siam pronti alla morte, l'Italia chiamò, sì! Noi siamo da secoli Calpesti, derisi Perché non siam Popolo Perché siam divisi Raccolgaci un'Unica Bandiera una Speme Di fonderci insieme Già l'ora suonò Stringiamoci a coorte Siam pronti alla morte L'Italia chiamò Uniamoci, amiamoci L'unione e l'amore Rivelano ai Popoli Le vie del Signore Giuriamo far Libero Il suolo natio Uniti, per Dio, Chi vincer ci può? Stringiamoci a coorte, Siam pronti alla morte, L'Italia chiamò. Dall'Alpi a Sicilia Dovunque è Legnano, Ogn'uom di Ferruccio Ha il core, ha la mano, I bimbi d'Italia Si chiaman Balilla Il suon d'ogni squilla I Vespri suonò Stringiamoci a coorte Siam pronti alla morte L'Italia chiamò Son giunchi che piegano Le spade vendute Già l'Aquila d'Austria Le penne ha perdute Il sangue d'Italia Il sangue Polacco Bevé col cosacco Ma il cor le bruciò Stringiamoci a coorte Siam pronti alla morte L'Italia chiamò Sì |  | Svensk översättning Italiens bröder, Italien är väckt, Scipios hjälm spänner hon om huvudet. Var är segern? Hon erbjuder sina hårlockar, ty såsom slavinna från Rom skapade Gud henne. Låt oss gå samman till kohort, Vi är beredda på döden. Vi är beredda på döden, Italien kallade. Låt oss gå samman till kohort, Vi är beredda på döden. Vi är beredda på döden, Ja, Italien kallade! Vi är sedan sekel betrampade, hånade, eftersom vi inte varit ett folk, eftersom vi varit delade. Samla oss till en ensam flagga, ett hopp: att binda oss samman med klockan har redan ljudit. Låt oss gå samman till kohort Vi är beredda på döden Italien kallade. Låt oss enas, låt oss älska varandra, unionen och kärleken återgår till folken Herrens vägar Låt oss svära att göra rätt den enda nationen: enade, för Gud, vem kan vinna över oss? Låt oss gå samman till hovet Vi är beredda på döden Italien kallade. Från Alperna till Sicilien Legnano är överallt Feruccios hand och hjärta, har varje man Italiens söner har kallats av Balilla I trumpeterna ljuder den Sicilianska aftonsången. Låt oss gå samman till kohort Vi är beredda på döden Italien kallade. Legoknektarnas klingor är bara sköra blad Den Österrikiska Örnen Har förlorat sina fjädrar Italiens blod och Polackernas blod drack den, med kosackerna men det brände dess hjärta! Låt oss gå samman till hovet Vi är beredda på döden Italien kallade. Ja! |